# Cousances-les-Forges

Cousances-les-Forges este o comună în departamentul Meuse din nord-estul Franței. În 2010 avea o populație de 1.706 de locuitori.

## Evoluția populației
| An        | 1975  | 1982  | 1990  | 1999  | 2006  | 2010  |
| --------- | ----- | ----- | ----- | ----- | ----- | ----- |
| Populație | 1.883 | 1.890 | 1.828 | 1.716 | 1.704 | 1.706 |